# إيمانويل الشريكي
إيمانويل الشريكي هي ممثلة كندية مغربية الأصل يهودية، ولدت في 10 ديسمبر 1977، ظهرت في العديد من الحلقات التلفزيونية وبعض الأفلام، تٌعرف بدورها في مسلسل الحاشية وكذلك بدور حبيبة آدم ساندلر في فيلم لا تعبث مع زوهان. في مايو 2010 أختيرت في المركز الأول على موقع (اسك من Ask men) بقائمة أعلى 99 امرأة مرغوبة من قبل الرجال في العالم.

## بداية حياتها
ولدت إيمانويل في مونتريال من أبوين مغربيين يهوديين هاجرا إلى كندا. ولدت أمها في الدار البيضاء، وأبيها في الرباط ,، إيما لها أقارب في إسرائيل، عائلتها تتبع اليهودية الأرثوذكسية وهم من اليهود السفارديم. الشريكي هي أصغر أخوانها حيث تملك أخ أكبر منها وأخت، عندما كانت بعمر السنتين انتقلت عائلتها إلى تورنتو، أمها التي كانت تريدها أن تصبح ممثلة توفيت عندما كانت إيما بعمر صغير.
عندما كانت طفلة أخذت دروس تمثيل دفعها لها أخوها الأكبر، ودخلت مدرسة ثانوية لدراسة الدراما وبعد الثانوية قررت أن تتابع مهنتها كممثلة. بجانب اللغة الإنجليزية تجيد التحدث بالفرنسية بطلاقة.

## السيرة المهنية

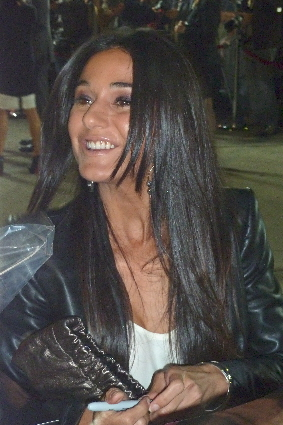
إيمانويل الشريكي في العرض الأول لفيلم البجعة السوداء، مهرجان تورونتو السينمائي 2010

بدأت إيمانويل وهي في سن العاشرة الظهور تلفزيونيا من خلال إعلانات لسلسة مطاعم ماكدونالدز، ومع انتقالها إلى فانكوفر في منتصف التسعينات بدأت الشريكي المشاركة في المسلسلات التلفزيونية، عبر مجموعة من المسلسلات الكندية أمثال: Are you afraid of the Dark?, Forever Knight ,Kung Fu وغيرها. وكان أول أدوارها في هوليوود سنة 1999 عن طريق المشاركة في فيلم Detroit Rock City، ليتلقفها المنتجون بعد ادائها المميز في فيلم Snow Day والذي فتح أمامها أبواب الشهرة والنجاح، لتتوج ظهورها سينمائيا بالمشاركة في فيلم The Mix للمغني العالمي«أشر» كما ظهرت معه في فيديو كليب Hinder's Lips of an Ange الذي عرف نجاحا كبيرا.
في العام 2005 أسند إليها دورًا منتظمًا في سلسلة الحاشية الذي ما زال يكمل عرضه حتى اليوم. أحد أدورها الهامة كان أمام آدم ساندلر في فيلم لا تعبث مع زوهان عندما أدت دور مهاجرة فلسطينية تعيش في نيويورك تقع بحب يهودي مهاجر (آدم ساندلر). حاليا انضمت إيما لسلسلة شوتايم (The Borgias) القادم في 2011.

## الجوائز والترشيحات
- ترشحت إيما لجائزة ديفيدي حصري لفئة أفضل ممثلة عن دورها في فيلم  100 فتاة
- وفي عام 2002 ترشحت لجائزة اختيار المراهقين
- في عام 2008 فازت بجائزة  Young Hollywood .

## الأعمال الفنية

### الأفلام
| السنة | العنوان                  | الدور         |
| ----- | ------------------------ | ------------- |
| 2003  | لفة خاطئة                |               |
| 2003  | Rick                     |               |
| 2005  | ذا أو سي                 |               |
| 2005  | أنتوراج                  |               |
| 2008  | لا تعبث مع زوهان         |               |
| 2010  | 13                       |               |
| 2010  | كول أوف ديوتي: بلاك أوبس |               |
| 2011  | 5 أيام من الحرب          |               |
| 2011  | The Borgias              |               |
| 2011  | كيك باتاوسكي: المغامر    |               |
| 2018  | سوبر تروبرس 2            | جينيفيف أوبوا |

## وصلات خارجية
- إيمانويل الشريكي على موقع IMDb (الإنجليزية)
- إيمانويل الشريكي على موقع ميتاكريتيك (الإنجليزية)
- إيمانويل الشريكي على موقع روتن توميتوز (الإنجليزية)
- إيمانويل الشريكي على موقع قاعدة بيانات الأفلام العربية
- إيمانويل الشريكي على موقع ألو سيني (الفرنسية)
- إيمانويل الشريكي على موقع ميوزك برينز (الإنجليزية)
- إيمانويل الشريكي على موقع تيرنر كلاسيك موفيز (الإنجليزية)
- إيمانويل الشريكي على موقع أول موفي (الإنجليزية)
- إيمانويل الشريكي على موقع قاعدة بيانات الأفلام السويدية (السويدية)
- إيمانويل الشريكي على موقع إن إن دي بي (الإنجليزية)